# Release the Spyce
Release the Spyce (リリース ザ スパイス lit. Rirīsu za Supaisu?) es una serie de anime creada por Sorasaki F., Takahiro y Namori, producida por ASCII Media Works y animada por Lay-duce. La serie comenzó a emitirse en Japón a partir del 7 de octubre de 2018. ASCII Media Works está publicando un manga y una novela en serie.

## Argumento
La serie se centra en una niña llamada Momo que asiste a la escuela secundaria en la ciudad de Sorasaki. Sin embargo, ella es secretamente miembro de Tsukikage, una agencia de inteligencia que protege a las personas. Como nuevo miembro de la agencia, ella trabaja junto a sus colegas, entre ellos, Yuki y sus amigos. Juntos, trabajan para establecer la paz en la ciudad.

## Personajes

### Tsukikage
Momo Minamoto (源 モモ Minamoto Momo?)
 Seiyū: Yukari Anzai
Momo es una chica de preparatoria que desea proteger su ciudad natal como lo hizo su padre, un oficial de policía, pero carece de confianza. Tiene una vista poderosa, un fuerte sentido del olfato y puede identificar la condición física de una persona lamiéndolos.
Yuki Hanzōmon (半蔵門 雪 Hanzōmon Yuki?)
 Seiyū: Manami Numakura
Con el nombre en clave de Hanzo, ella es la líder de Tsukikage que se encarga de entrenar a Momo.
Mei Yachiyo (八千代 命 Yachiyo Mei?)
 Seiyū: Aya Suzaki
Con nombre Chiyome, ella es un miembro alegre de Tsukikage que está entrenando a Fū. Más tarde se revela que ella era la traidora que filtraba información de Tsukikage a Moryo. Sin embargo, luego se revela que en realidad servía como agente doble para obtener la confianza de Moryo.
Fū Sagami (相模 楓 Sagami Fū?)
 Seiyū: Akane Fujita
Con el nombre en clave de Fūma, ella es la aprendiz de Mei, que actúa celosa hacia Momo.
Hatsume Aoba (青葉 初芽 Aoba Hatsume?)
 Seiyū: Aya Uchida
Hatsume es la amiga de la infancia de Yuki y la maerstra de Goe, quien ha creado varios artilugios para Tsukikage.
Goe Ishikawa (石川 五恵 Ishikawa Goe?)
 Seiyū: Yuri Noguchi
Con nombre en clave de Goemon, ella es la aprendiz de Hatsume, a quien le gustan los animales y los peluches.
Katrina Toby (カトリーナ・トビー Katorīna Tobī?)
 Seiyū: Mikako Komatsu
Una exmiembro de Tsukikage que trabaja en la tienda de curry que usa como fachada para esconder que era miembro de Tsukikage.
Nagaho Fujibayashi (藤林 長穂 Fujibayashi Nagaho?)
 Seiyū: Hōko Kuwashima
Nagaho era la difunta maestra de Yuki. Tres años antes de los eventos actuales de la serie, reclutó a Yuki para unirse a Tsukikage, quien se convirtió en su maestra. Tenía una personalidad descuidada, en contraste con su aprendiz, pero su sentido de la justicia interior era real, luchando por sus amigos y personas sin dudarlo, en cualquier situación peligrosa. Pasado un año, ella y sus compañeras recibieron la misión de destruir el antiguo edificio de Moryo, la cual es completada con éxito, pero entonces aparecen los refuerzos de la organización con Kurara Tendō al mando, quien hiere fatalmente a Nagaho. Ésta se despide de Yuki con una sonrisa justo antes de que el edificio explote, matándola.

### Moryo
Kurara Tendō (天堂 久良羅 Tendō Kurara?)/Sparrow Woman (文鳥の女 Bunchō no Onna?)
 Seiyū: Shizuka Itō
La jefa de la organización malvada Moryo. Ella les da a sus mercenarios bebidas de jalea para energizarlos, así como para borrar sus recuerdos cuando fallan en sus misiones. Muere al ser derrotada por Momo.
Theresia (テレジア Tereshia?)
 Seiyū: Risa Taneda
Una mujer con cabello plateado y ojos azules que trabaja junto a Sparrow Woman. Una vez fue amiga de Hatsume antes de ser secuestrada y vendida a Moryo. Después de la caída de Moryo se rencocilia con Hatsume y se une a Tsukikage.
Byakko (白虎?)
 Seiyū: Aina Suzuki
Una niña con mucha fuerza a pesar de su apariencia infantil. Ella es capturada por Byakko, lo que hace que sus recuerdos sean borrados.
Dolte (ドルテ Dorute?)
 Seiyū: Saori Hayami
Una mercenaria trabajando para Moryo. Cuando se enciende, es casi impermeable al dolor y puede rastrear a cualquiera por su olor.

## Media

### Manga
Una adaptación de manga titulada Release the Spyce: Naisho no Mission e ilustrada por Meia Mitsuki comenzó la serialización en la edición de marzo de 2018 de Dengeki G's Comic el 30 de enero de 2018, mientras que una adaptación de novela en serie titulada Release the Spyce: Golden Genesis se lanzó en marzo de 2018 en Dengeki G's Novel como un apéndice para la Revista Dengeki G's Magazine el 27 de febrero de 2018.

### Anime
La serie es dirigida por Yō Satō y presenta un concepto escrito por Takahiro y diseños de personajes originales de Namori. Está animado por Lay-duce y comenzó a transmitirse desde el 7 de octubre de 2018. Los temas de apertura y finalización respectivamente son "Supatto! Spy & Spice" y "Hide & Seek", ambos realizados por Tsukikage (Yukari Anzai, Manami Numakura , Aya Suzaki , Akane Fujita , Aya Uchida y Yuri Noguchi). Sentai Filmworks ha obtenido la licencia de la serie y la está transmitiendo en Hidive. La serie tendrá una duración de 12 episodios.